# Халаджі Дмитро Васильович
Халаджі Дмитро Васильович (нар. 19 квітня 1979, Кальміуське, Донецька область) — український спортсмен, чемпіон України з пауерліфтингу. Автор понад двох десятків силових рекордів, занесених до Книги рекордів України, Книгу рекордів Росії.

## Біографія
Народився 19 квітня 1979 року в Комсомольському, Донецька область. Батько Дмитра — грек, мати — українка. У віці 4 років отримав опіки через перекинутий чайник, при цьому було ушкоджено 35 % тіла. Дмитро переніс 7 операцій і 12 переливань крові. З 10 років займався боротьбою, потім дзюдо, самбо, рукопашним боєм, армреслінгом та гирьовим спортом. У 15 років став чемпіоном України з рукопашного бою. Пізніше здобув титул чемпіона України з народної боротьби, звання «Найсильнішого у Донбасі», зрештою став рекордсменом Книги рекордів Гіннеса України та Росії.
2009 року брав участь у телевізійному шоу «Україна має талант», проте відмовився від участі у фіналі на користь дуету Арт-Ван.
Зріст — 185 см, вага — 120 кг.
Заочно навчається в Донецькому університеті економіки і права. Любить читати наукову літературу. Одружений. Виховує дочку.

## Досягнення
- 1994 — срібний призер України з рукопашного бою серед юнаків
- 1998 та 1999 — чемпіон з народної боротьби
- 2002 — срібний призер турніру «Найсильніший в Донбасі»
- 2003 — переможець турніру «Найсильніший в Донбасі»
- 2005 — дворазовий рекордсмен книги рекордів Гіннеса: 1 — «Камінь Бібона» підняв мізинцем однієї руки камінь вагою 152 кг; 2 — «Чортова кузня» — поклав на груди 3 бетонних блоки вагою 700 кг, які були розбиті кувалдами, лежачи на цвяхах.
- 2005 — рекордсмен книги рекордів Росії (підйом лівою рукою вгору двох гир вагою 122 кг; забивання цвяхів у дошку товщиною 4 см голою рукою на час — 15 цвяхів за 1 хвилину).
- 2006 — рекордсмен книги рекордів України та Росії («хрест» — утримання на витягнутих в сторону руках гир, вагою по 64 кг, протягом 4 секунд, так званий, тест «Піддубного»).
- 2006 — встановлено 7 світових рекордів на всесвітньому гирьовому марафоні в Мінську (Хрест Гокеншміта — 7 раз порушено на мізинця з гирями по 32 кг; Хрест Гокеншміта — 1 раз порушено на мізинця з гирями по 48 кг; жим двох гир правою рукою загальною вагою 92 кг, 8 повторень; жим чотирьох гир двома руками загальною вагою 112 кг, 15 повторень; підйом однією рукою ваги 110 кг вгору і жим другу 48 кг; жонглювання гирею в 80 кг на 5 кидків; поштовх людини на мізинці однієї правої руки вагою 110 кг на 20 повторень).
- 2006 — 2 рекорди для книги рекордів України: кидок штанги на шию вагою 150 кг (одне повторення) і штанги в 50 кг на 51 повторення.
- 2006 — 3 рекорди для книги рекордів України: 1) згинання арматурного прута діаметром 23 мм і довжиною 120 см зубами, 2) забивання голою рукою 5-ти цвяхів у дошку діаметром 4 см через лист бляхи 0,7 мм, 3) поштовх лівою рукою двох людей загальною вагою 147 кг, 3 повторення.
- 2007 — рекорд Книги рекордів України — підняв трубу вагою 860 кг, а через 10 хвилин — ще одну, 1022-кілограмову.[8] Тим самим він побив 300-літній світовий рекорд британця Томмі Тофіана, який підняв три бочки з водою загальною вагою 800 кг.[9]

## Погляди
Під час Війни на сході України спочатку переїхав на контрольовану урядом територію України, але потім вирішив повернутися до Комсомольського, контрольованого «Донецькою народною республікою», пояснивши це тим, що там його батьківщина.
21 вересня 2014 року виступав у окупованому проросійськими терористами Донецьку на 16-му міжнародному фестивалі ковальського мистецтва, головною темою якого був «мир на Донбасі».. У січні 2015 Халаджі безкоштовно виступив у Донецькому цирку разом з артистами з Москви. В обох випадках він заявляв, що виступає задля того, щоб допомогти донеччанам забути про війну.
За інформацією одних джерел, підтримує «Донецьку народну республіку». За інформацією іншого, сам Д. Халаджі ствердив про відсутність у нього запрошення від так званого «мінкульту деенерівців» виступити на відкритті цирку «Космос» 7 грудня 2014 в Донецьку..
Притримується панславістських поглядів, вважає себе патріотом Русі та виступає за об'єднання України, Росії та Білорусі:
|  | Я патріот своєї Батьківщини. А під цим словом я, як і кілька років тому, розумію Русь: для мене не існує Росії, України, Білорусі. Є Русь, і я її люблю всю. Так, так склалося, що нас зараз розірвали. Але ми все одно прийдемо до того, що наші країни об'єднаються в якийсь союз! |

Бере участь у спортивних заходах та святах «ДНР».